# Bartosz Rajewski
Bartosz Rajewski (ur. 23 sierpnia 1983 w Łobzie) – polski duchowny katolicki, felietonista, proboszcz polskiej parafii pw. św. Wojciecha na South Kensington w Londynie (Little Brompton Oratory).

## Życiorys
Formację kapłańską rozpoczął w Arcybiskupim Wyższym Seminarium Duchownym w Szczecinie. Po trzech latach formacji wyjechał na Florydę, gdzie przez pół roku pracował w Polskiej Misji Katolickiej w St. Petersburgu. Po powrocie do kraju został stypendystą Konferencji Episkopatu Włoch. Kontynuował formację kapłańską w Międzynarodowym Seminarium Regina Apostolorum, studiując na Papieskim Uniwersytecie Urbaniana w Rzymie. Do Polski powrócił w 2007, po zakończeniu rocznego stypendium. W 2011 ukończył Prymasowskie Wyższe Seminarium Duchowne w Gnieźnie.
Święcenia kapłańskie przyjął 28 maja 2011 w bazylice prymasowskiej w Gnieźnie z rąk abp. Józefa Kowalczyka, Prymasa Polski. Homilię podczas jego mszy prymicyjnej w kościele pw. Najświętszego Serca Pana Jezusa w Łobzie wygłosił abp Henryk Józef Muszyński. Pracował w parafii pw. św. Jakuba Ap. w Miłosławiu. 27 kwietnia 2018 został honorowym obywatelem gminy Miłosław Od 1 września 2012 do 31 sierpnia 2014 był wikariuszem w parafii pw. MB Częstochowskiej i Św. Kazimierza w Londynie, tzw. Katedrze Polski Niepodległej. Następnie został mianowany proboszczem parafii pw. św. Wojciecha w Londynie.

## Publicystyka
Jest autor kilkudziesięciu artykułów prasowych, reportaży i wywiadów. Publikował m.in. w „Tygodniku Powszechnym”, w „Niedzieli”, na portalu Katolik.pl. Współpracował z KAI. Jest laureatem nagrody Mater Verbi przyznawanej przez Tygodnik Katolicki „Niedziela” za ewangelizacyjne wykorzystanie środków społecznego komunikowania myśli oraz wspieranie rozwoju katolickich mediów. Jest autorem monografii pt. Moja parafia. Powojenne dzieje parafii pw. Najświętszego Serca Pana Jezusa w Łobzie. 